# Іст-Джермантаун (Індіана)
Іст-Джермантаун (англ. East Germantown) — місто (англ. town) в США, в окрузі Вейн штату Індіана. Населення — 261 особа (2020).

## Географія
Іст-Джермантаун розташований за координатами 39°48′47″ пн. ш. 85°8′13″ зх. д. / 39.81306° пн. ш. 85.13694° зх. д. (39.813172, -85.136843).  За даними Бюро перепису населення США в 2010 році місто мало площу 0,33 км², уся площа — суходіл. В 2017 році площа становила 0,30 км², уся площа — суходіл.

## Демографія
Згідно з переписом 2010 року, у місті мешкало 410 осіб у 155 домогосподарствах у складі 121 родини. Густота населення становила 1237 осіб/км².  Було 174 помешкання (525/км²).
Расовий склад населення:
| - 97,8 % — білих - 0,2 % — корінних американців - 0,2 % — чорних або афроамериканців - 0,2 % — азіатів |

До двох чи більше рас належало 0,7 %. Частка іспаномовних становила 0,7 % від усіх жителів.
За віковим діапазоном населення розподілялося таким чином: 23,4 % — особи молодші 18 років, 61,0 % — особи у віці 18—64 років, 15,6 % — особи у віці 65 років та старші. Медіана віку мешканця становила 39,4 року. На 100 осіб жіночої статі у місті припадало 94,3 чоловіків;  на 100 жінок у віці від 18 років та старших — 95,0 чоловіків також старших 18 років.
Середній дохід на одне домашнє господарство  становив 47 189 доларів США (медіана — 30 714), а середній дохід на одну сім'ю — 54 700 доларів (медіана — 43 750). За межею бідності перебувало 13,0 % осіб, у тому числі 22,2 % дітей у віці до 18 років та 0,0 % осіб у віці 65 років та старших.
Цивільне працевлаштоване населення становило 102 особи. Основні галузі зайнятості: освіта, охорона здоров'я та соціальна допомога — 43,1 %, мистецтво, розваги та відпочинок — 17,6 %, виробництво — 10,8 %, роздрібна торгівля — 7,8 %.